# 非洲诸语系
非洲諸語系是中國圖書館分類法中對位於非洲大陸多個語系的集體分類(編號：H81)。這個分類純粹是地理上的一個集合，並沒有在語言學方面的考慮。不過，在各成員語系之下的分類，則依照各語言的特質而劃分。
非洲諸語系包括了以下三個語系：
- H811：沙里-尼罗语系
- H815：尼日尔-刚果语系
- H824：布斯曼-霍登托语系 (「霍登托」亦作「考伊散」)

## 參看
- 中国图书馆图书分类法 (H)

## 外部連結
- 中国图书馆分类法详表： H81 非洲诸语言 （页面存档备份，存于）